# 冰屬性男子與無表情女子
《冰屬性男子與無表情女子》是日本插畫家殿谷美由記（殿ヶ谷美由記）於2018年8月在Twitter連載的短篇漫畫。2019年7月12日起於史克威爾艾尼克斯旗下的網上漫畫平台GANGAN pixiv連載。改編電視動畫於2023年1月4日至3月22日播映。

## 故事概要
冬月小姐的同事冰室君是雪女的後裔，只要情緒激動，身邊會冒起暴風雪。雖然冰室平常沒甚麼表情，但其實暗戀着在工作內外都常常關心他的冬月小姐。看似冷漠却对恋爱非常笨拙的两人，透过每天工作和公司活动，彼此关系逐渐发生变化。

## 登場角色
冬月小姐（冬月美櫻，聲：石川由依）
冰室君的職場同事。普通的人類女性，很少將感情表露於臉上，但私下為人體貼。在戀愛方面很遲鈍，全辦公室唯一沒有察覺出冰室的心意的人，甚至誤以為自己對冰室的好感是朋友之情。在漫畫第57話冰室君的告白下，開始與冰室君交往。養著一隻名為「喵梅洛」的小黑貓，並用牠的照片作為LINE頭像、名稱。生於2月5日，身高154cm，喜歡的食物是酸海帶，興趣愛好是和貓咪玩耍。
冰室君（冰室雪矢，聲：小林千晃，久保百合花（小孩））
冬月小姐的職場同事，銀髮的高個子上班族青年。雪女後裔，很擅長滑雪。一旦緊張或是感到困擾會自身結冰，沉迷於某件事或情緒激動時就會掀起暴風雪，心情愉快時會從身邊冒出一些小雪人（有時會利用小雪人當現成保冰袋裝冷飲），遇熱則會融化變成小孩子。喜歡貓咪、花和溫柔的人。家族有普通的工薪族父母和妹妹雪泯，親戚家的小孩不少。看似沒表情，其實單戀公司的女同事冬月，總是糾結著戀愛的煩惱。雖然打算隱瞞這份感情，但戀心越是熾熱，周遭的暴風雪就越是猛烈。在漫畫第57話與冬月小姐告白，開始交往。生於8月3日，身高181cm，喜歡的食物是香草冰淇淋，興趣愛好是製作冰淇淋跟盆栽。
狐森小姐（聲：內山夕實）
冬月小姐和冰室君的職場同事。妖狐後裔，開心鬆懈的時候尾巴和耳朵會冒出來。老家是開神社的。很喜歡戀愛相關的話題，當察覺到了冬月和冰室之間的心意，對兩人的進展有點著急，但另一方面卻完全沒察覺出冴島對自己的好感。生於11月11日，身高163cm，喜歡的食物是所有油炸食品，每天帶著咚兵衛狐狸麵到公司當午餐，興趣愛好是逛貓咪樂園，很怕打雷。
最終因為冰室太明顯的助攻而發現冴島的好感是認真的，在四人的溫泉旅行中接受告白，開始和冴島交往。
冴島君（聲：內山昂輝）
冬月小姐和冰室君的職場同事（在漫畫中他稱呼冰室為前輩，而在動畫中四人是同期進公司的）。普通的人類男性，喜歡同事狐森小姐，是冰室君的好哥們跟傾訴對象，也是男生群裡個性最為穩重的。生於4月10日，身高178cm，喜歡的食物是烤薄餅，興趣愛好是悠閒的戶外運動。
每次被狐森直接詢問的時候都不敢正面承認，但最終冰室在溫泉旅行中途太過刻意讓兩人獨處的舉動洩了自己的底，心一橫向狐森直球告白被接受後兩人開始交往。
音無小姐（聲：佐倉綾音）
火鳥君在營業部的前輩。普通的人類女性，對戀愛不太感興趣的事業女強人。生於9月20日，身高160cm，喜歡的食物是米飯，興趣愛好是去擊球場練習。
火鳥君（聲：仲村宗悟）
不死鳥後裔。很仰慕音無小姐而從藝術家轉行入職公司。冰室的好友，為人坦率開朗。很擅長讓快完蛋的事情起死回生。生於5月10日，身高175cm，喜歡的食物是蕎麥麵，興趣愛好是藝術鑑賞。
藝術家時期在一個咖啡廳打工，音無小姐是咖啡廳的常客，兩人因而認識。進入公司後每天都要拿一個自製的藝術品跟音無小姐告白一次，被音無小姐認為是鬧著玩的。
雪泯（聲：新田日和）
冰室的妹妹，生於3月20日，身高165cm。性格活潑開朗，喜歡的人的類型和哥哥相似，對冬月小姐十分嚮往，跟哥哥一樣只要情緒激動就會掀起暴風雪。
高中生，在YouTube上有個數十萬人訂閱的頻道，偶爾兼職雜誌模特兒。平常雖然每次和冬月小姐撒嬌的時候總是覺得哥哥很煩（當然冰室每次和冬月約會看到雪泯黏著冬月時也會覺得她很煩），但還是偶爾會幫哥哥助攻（多半是要求冰室幫忙她的影片企劃做回報）。
佛陀部長（聲：松山鷹志）
冬月小姐、冰室君、狐森小姐、冴島君的上司。樣貌及髮型很像佛陀。
喵梅洛（聲：八神結香）
冬月小姐飼養的小黑貓。

## 出版書籍
| 卷數 | 史克威爾艾尼克斯 | 史克威爾艾尼克斯       | 東立出版社     | 東立出版社             | 力潮文创 | 力潮文创               |
| 卷數 | 發售日期         | ISBN                   | 發售日期       | ISBN                   | 發售日期 | ISBN                   |
| ---- | ---------------- | ---------------------- | -------------- | ---------------------- | -------- | ---------------------- |
| 1    | 2019年7月22日    | ISBN 978-4-75-756166-3 | 2020年8月3日   | ISBN 978-957-26-5263-3 |          | ISBN 978-7-5168-3692-7 |
| 2    | 2020年3月21日    | ISBN 978-4-75-756542-5 | 2021年2月26日  | ISBN 978-957-26-5264-0 |          | ISBN 978-7-5168-3692-7 |
| 3    | 2020年10月22日   | ISBN 978-4-75-756867-9 | 2021年11月1日  | ISBN 978-957-26-6033-1 |          | ISBN 978-7-5168-3770-2 |
| 4    | 2021年4月22日    | ISBN 978-4-75-757206-5 | 2022年4月11日  | ISBN 978-957-26-7207-5 |          | ISBN 978-7-5168-3770-2 |
| 5    | 2021年11月22日   | ISBN 978-4-75-757581-3 | 2022年10月14日 | ISBN 978-957-26-8387-3 |          | ISBN 978-7-5168-3771-9 |
| 6    | 2022年6月22日    | ISBN 978-4-75-757979-8 | 2023年2月10日  | ISBN 978-957-26-9755-9 |          | ISBN 978-7-5168-3771-9 |
| 7    | 2022年12月21日   | ISBN 978-4-75-758317-7 | 2023年8月3日   | ISBN 978-626-360-279-3 |          | ISBN 978-7-5168-3848-8 |
| 8    | 2023年6月22日    | ISBN 978-4-7575-8619-2 | 2024年1月29日  | ISBN 978-626-372-537-9 |          | ISBN 978-7-5168-3848-8 |
| 9    | 2024年1月22日    | ISBN 978-4-7575-9018-2 | 2024年7月31日  | ISBN 978-626-02-1586-6 |          |                        |
| 10   | 2024年8月21日    | ISBN 978-4-7575-9372-5 |                |                        |          |                        |
| 11   | 2025年6月20日    | ISBN 978-4-7575-9909-3 |                |                        |          |                        |

## 迴響
本作獲得下一部人氣漫畫大賞2019網絡漫畫類別的第12位。

## 電視動畫
2022年6月21日，宣布將改編為電視動畫，並公佈飾演男女主角的聲優，以及本作的導演和動畫製作公司。8月3日，宣佈定於2023年首播，並公開主視覺圖、前導宣傳片和製作人員名單。11月6日，宣佈首播日期是2023年1月4日，並公開新主視覺圖和第1條正式宣傳片。

### 製作人員
- 原作：殿谷美由記
- 導演：萬久
- 系列構成：金春智子
- 人物設定：狩野都
- 音樂：川田瑠夏
- 動畫製作：ZERO-G、Liber[3]

### 主題曲
片頭曲FROZEN MIDNIGHT
作詞、作曲、編曲：R·O·N，主唱：佐久間貴生
片尾曲
作詞：秋浦智裕，作曲、編曲：KIYOSHI IKEGAMI，主唱：Nowlu

### 各話列表
| 話數 | 日文標題 | 中文標題                       | 劇本     | 分鏡     | 演出                | 作畫監督                                                                           | 首播日期      |
| ---- | -------- | ------------------------------ | -------- | -------- | ------------------- | ---------------------------------------------------------------------------------- | ------------- |
| 1    |          | 櫻花季的邂逅與吹雪的預感       | 金春智子 | 萬久     | 殿水敦子            | 牛島勇二、南原孝衣子                                                               | 2023年 1月4日 |
| 2    |          | 與沖繩的大海融為一體的心情     | 金春智子 | 冲田宫奈 | 宇都宫正记          | 越智博之、赵小川 王敏、盛嘉宝、吴建兵                                              | 1月11日       |
| 3    |          | 第一次吃飯和秘密的照片         | 萬久     | 千田宏   | 山內東生雄          | 粟井重紀、韓承熙 酒井KEI、櫻井拓郎 梁柄吉、嘉村弘之                                | 1月18日       |
| 4    |          | 週末的約會與兩人的遊戲         | 橫谷昌宏 | 木田歲三 | 水野健太郎          | 南原孝衣子、 趙小川、王敏                                                          | 1月25日       |
| 5    |          | 妖狐女子與不死鳥男子           | 高田昌弘 | 大石康之 | 殿水敦子            | 越智博之、山下敏成 植田羊一、柴田知波 藤田正幸、森悅司 趙小川、王敏 陳玲玲、姜海華 | 2月1日        |
| 6    |          | LOST・IN・遊樂園               | 金春智子 |          | 淺見隆司            | 阿部智之、鈴木美音織                                                               | 2月8日        |
| 7    |          | 小鹿亂撞！萬聖節變裝大會       | 橫谷昌宏 | 植田羊一 | 減邊千伽            | 服部益實、竹內昭 櫻井拓郎、櫻井木之實 佐藤沙名榮                                   | 2月15日       |
| 8    |          | 妹妹登場！聖誕節的滑雪場       | 高田昌弘 | 山下敏成 | 佐佐木真哉          | 酒井KEI、越智博之 服部憲知、梁柄吉 韓承熙、薛智秀 李熙周、金垣希                   | 2月22日       |
| 9    |          | LOST・AGAIN・IN・新年參拜      | 橫谷昌宏 | 殿水敦子 | 向山鶴美 水野健太郎 | 越智博之、中原清隆 山下敏成、趙小川 王敏、周健                                     | 3月1日        |
| 10   |          | 心神不寧的過夜日！！           | 高田昌弘 | 木田歲三 | 高田昌弘 門田英彥   | 中原清隆、越智博之 佐藤里佳、王敏 周健、趙小川 狩野都、牛島勇二                    | 3月8日        |
| 11   |          | Catch me＆Touch me             | 金春智子 | 殿水敦子 | 殿水敦子            | 越智博之、王敏、周健                                                               | 3月15日       |
| 12   |          | 只有兩人的夜晚和春天來訪的早晨 | 金春智子 | 木田歲三 | 水野健太郎          | 植田羊一、山下敏成 越智博之、森悅司 柴田知波、 狩野都                              | 3月22日       |

### 播映平台
| 播映地區                           | 播映平台                           | 播映日期              | 播映時間             | 備註 |
| ---------------------------------- | ---------------------------------- | --------------------- | -------------------- | ---- |
| 臺灣                               | 巴哈姆特動畫瘋                     | 2023年1月4日－3月22日 | 星期二 22:30（UTC+8) |      |
| 臺灣                               | 中華電信MOD                        | 2023年1月4日－3月22日 | 星期二 22:30（UTC+8) |      |
| 臺灣                               | Hami Video                         | 2023年1月4日－3月22日 | 星期二 22:30（UTC+8) |      |
| 臺灣                               | MyVideo                            | 2023年1月4日－3月22日 | 星期二 22:30（UTC+8) |      |
| 臺灣                               | 遠傳friDay影音                     | 2023年1月4日－3月22日 | 星期二 22:30（UTC+8) |      |
| 臺灣                               | LINE TV                            | 2023年1月4日－3月22日 | 星期二 22:30（UTC+8) |      |
| 臺灣                               | KKTV                               | 2023年1月4日－3月22日 | 星期二 22:30（UTC+8) |      |
| 臺灣                               | CATCHPLAY+                         | 2023年1月4日－3月22日 | 星期二 22:30（UTC+8) |      |
| Netflix服務地區                    |                                    | 2023年1月4日－3月22日 | 星期二 22:30（UTC+8) |      |
| 香港、澳門、臺灣                   | bilibili                           | 2023年1月4日－3月22日 | 星期二 22:30（UTC+8) |      |
| 香港、澳門、臺灣、馬來西亞、新加坡 | Ani-One中文官方動畫頻道（YouTube） | 2023年1月4日－3月22日 | 星期二 22:30（UTC+8) |      |

### 藍光光碟
| 卷數 | 發售日期      | 收錄話數       | 規格編號 |
| ---- | ------------- | -------------- | -------- |
| 1    | 2023年4月28日 | 第1話－第3話   | MOVC-399 |
| 2    | 2023年5月26日 | 第4話－第6話   | MOVC-400 |
| 3    | 2023年6月30日 | 第7話－第9話   | MOVC-401 |
| 4    | 2023年7月28日 | 第10話－第12話 | MOVC-402 |

## 外部連結
- 作者的X（前Twitter） （日語）
- 漫畫官方網站 （日語）
- 電視動畫官方網站 （日語）
- 電視動畫的X（前Twitter） （日語）